# Warcz gruboogonowy
Warcz gruboogonowy (Bdeogale crassicauda) – gatunek drapieżnego ssaka z podrodziny Herpestinae w obrębie rodziny mangustowatych (Herpestidae).

## Taksonomia
Gatunek po raz pierwszy zgodnie z zasadami nazewnictwa binominalnego opisał w 1852 niemiecki zoolog Wilhelm Peters, nadając mu nazwę Bdeogale crassicauda. Holotyp pochodził z Tete, Mozambiku.
Niektórzy autorzy uważają podgatunek omnivora za odrębny gatunek. Autorzy Illustrated Checklist of the Mammals of the World rozpoznają pięć podgatunków. Podstawowe dane taksonomiczne podgatunków (oprócz nominatywnego) przedstawia poniższa tabelka:
| Podgatunek       | Oryginalna nazwa                | Autor i rok opisu           | Miejsce typowe                       |
| ---------------- | ------------------------------- | --------------------------- | ------------------------------------ |
| B. c. nigrescens | Bdeogale crassicauda nigrescens | Sale & M.E. Taylor, 1970    | Góry Lukenya, Kenia.                 |
| B. c. omnivora   | Bdeogale crassicauda omnivora   | Heller, 1913                | Mazeras, Prowincja Nadmorska, Kenia. |
| B. c. puisa      | Bdeogale puisa                  | Peters, 1852                | Mossimboa, (11°S), Mozambik.         |
| B. c. tenuis     | Bdeogale tenuis                 | O. Thomas & Wroughton, 1908 | Wyspa Zanzibar, Tanzania.            |

### Etymologia
- Bdeogale: gr. βδεέιν bdeēin „śmierdzieć”; γαλεή galeē lub γαλή galē „łasica”[15].
- crassicauda: łac. crassus „gruby”[16]; cauda „ogon”[17].
- nigrescens: łac. nigrescens, nigrescentis „czarniawy”, od nigrescere „stać się czarnym”, od niger „czarny”[18].
- omnivora: łac. omnis „wszystko”[19]; -vorus „jedzący”, od vorare „spożywać”[20].
- puisa: rodzima nazwa puīsa używana przez rdzenną ludność Mozambiku dla warcza[3].
- tenuis: łac. tenuis, tenue „smukły, kruchy, cienki, drobny”[21].

## Zasięg występowania
Warcz gruboogonowy występuje w środkowej i wschodniej Afryce, zamieszkując w zależności od podgatunku:
- B. crassicauda crassicauda – Demokratyczna Republika Konga, Zambia, Malawi, Mozambik i Zimbabwe.
- B. crassicauda nigrescens – Kenia (góry Lukenya).
- B. crassicauda omnivora – przybrzeżne lasy Kenii i skrajnie północno-wschodniej Tanzanii.
- B. crassicauda puisa – wschodnia Tanzania i północno-wschodni Mozambik.
- B. crassicauda tenuis – Tanzania (wyspa Zanzibar w archipelagu Zanzibar).

## Morfologia
Długość ciała (bez ogona) 40–50 cm, długość ogona 18–30 cm, długość ucha 2–3,9 cm, długość tylnej stopy 7–9,4 cm; masa ciała 1,3–2,1 kg. 

## Tryb życia
Warcz gruboogonowy, jak wskazuje nazwa, ma bardzo obficie owłosiony ogon. Jego ciało jest dość silnie zbudowane. Ma szeroki pysk i małe kończyny. To płochliwe nocne zwierzę w ciągu dnia często śpi w norach opuszczonych przez inne zwierzęta lub też w pustych pniach drzew. W nocy poluje na owady, w tym termity, gryzonie, węże i inne małe zwierzęta.
Nic nie wiadomo na temat rozmnażania tego gatunku.